# Campeonato de Duplas de 100% Lucha
El Campeonato de Duplas de 100% Lucha (100% Lucha Tag Team Championship, en inglés) es un campeonato de lucha libre profesional en 100 % Lucha, exclusivo para duplas.

## Historia
El campeonato fue introducido el 5 de noviembre de 2006. Para determinar a los primeros campeones se realizó un torneo entre ocho duplas con formato "Todos Contra Todos" con sistema de puntaje, la victoria valía 2 puntos, el empate 1 y la derrota 0. Como solo dos duplas pudieron ganar se realizó una final entre ambas. Los ganadores fueron Brian Sánchez & Hip Hop Man, quienes derrotaron a Mario Morán & Dorival Santos.

## Campeones Actuales
El campeonato actualmente esta vacante debido a que un integrante de la pareja que ganó (Rot Wailer) no trabaja más en 100 % Lucha.

## Lista de Campeones
| Luchadores:                                                 | Reinado Juntos N°: | Derrotaron a:                    | Fecha:                 | Show o Evento:           |
| ----------------------------------------------------------- | ------------------ | -------------------------------- | ---------------------- | ------------------------ |
| Campeonato de Duplas de 100% Lucha (5 de noviembre de 2006) |                    |                                  |                        |                          |
| Brian Sánchez (1) & Hip Hop Man (1)                         | 1                  | Mario Morán & Dorival Santos     | 5 de noviembre de 2006 | 100 % Lucha              |
| Steve Murphy (1) & Mc Floyd (1)                             | 1                  | Brian Sánchez & Hip Hop Man      | 10 de junio de 2007    | 100 % Lucha              |
| Balut Cuniescu (1) & Rot Wailer (1)                         | 1                  | La Masa & Gorutta Jones          | 12 de octubre de 2008  | 100 % Lucha              |
| Vacante.                                                    | N/A                | Debido al despido de Rot Wailer. | 23 de mayo de 2010     | Página Web de 100% Lucha |

## Reinados más Largos
| Equipo                      | Días | Fecha en que Ganaron   | Fecha en que Perdieron | Notas                                                       |
| --------------------------- | ---- | ---------------------- | ---------------------- | ----------------------------------------------------------- |
| Balut Cuniescu & Rot Wailer | 588  | 12 de octubre de 2008  | 23 de mayo de 2010     | Tuvieron que dejar el campeonato por despido de Rot Wailer. |
| Steve Murphy & Mc Floyd     | 490  | 10 de junio de 2007    | 12 de octubre de 2008  | Segundos Campeones.                                         |
| Brian Sánchez & Hip Hop Man | 217  | 5 de noviembre de 2006 | 10 de junio de 2007    | Primeros Campeones.                                         |

## Mayor Cantidad de Reinados

### Individualmente
- 1 vez: Brian Sánchez, Hip Hop Man, Steve Murphy, Mc Floyd, Balut Cuniescu y Rot Wailer.

### En Duplas
- 1 vez: Brian Sánchez & Hip Hop Man, Steve Murphy & Mc Floyd y Balut Cuniescu & Rot Wailer.

## Datos Interesantes
- Reinado más largo: Balut Cuniescu & Rot Wailer, 588 días.
- Reinado más corto: Brian Sánchez & Hip Hop Man, 217 días.
- Campeones más pesados: Balut Cuniescu & Rot Wailer, 234 kg combinados.
- Campeones más ligeros: Brian Sánchez & Hip Hop Man, 166 kg combinados.
- Campeón más alto: Rot Wailer, 1,88 m
- Campeón más bajo: Hip Hop Man, 1,77 m